# Llengües dravídiques
Les llengües dravídiques o grup dravídic formen una família lingüística que agrupa aproximadament 73 llengües parlades principalment al sud de l'Índia i al nord-est de Sri Lanka, però també en algunes zones aïllades del Pakistan i l'Índia oriental i central, així com en parts de Malàisia i Singapur. Uns 250 milions de persones parlen alguna llengua dravídica.

## Origen
Els orígens d'aquestes llengües no són del tot clars. Possiblement, provenen d'una llengua parlada a l'Índia pels volts del 1800 aC, abans de l'arribada de l'indoari. Hi destaca l'existència d'uns quants fonemes característics, com les consonants retroflexes. Des del punt de vista morfològic, es tracta de llengües aglutinants.
La llengua dels brahuis, el brahui, és l'únic llenguatge dravídic septentrional. Hi ha qui el considera una resta de la llengua de l'antiga civilització de la vall de l'Indus.
Històricament, les llengües dravídiques són quatre llengües literàries: el tàmil, el telugu, el kanarès i el malaiàlam. S'escriuen amb diferents alfabets derivats de l'antiga grafia brahmi.

## Nom
Robert Caldwell va encunyar el terme dravidià per a aquesta família de llengües, basant-se en l'ús de la paraula sànscrita Draviḍa a l'obra Tantravārttika de Kumārila Bhaṭṭa: 
| «                 | La paraula que he triat és «dravidià», de Drāviḍa, la forma adjectival de Draviḍa. És cert que aquest terme s'ha utilitzat de vegades, i encara s'utilitza de vegades, en un sentit gairebé tan restringit com el del mateix tàmil, de manera que, tot i que en general és el millor terme que puc trobar, admeto que no està perfectament lliure d'ambigüitat. És un terme que ja ha estat utilitzat de manera més o menys distintiva pels filòlegs sànscrits, com a denominació genèrica per al poble del sud de l'Índia i les seves llengües, i és l'únic terme que semblen haver utilitzat d'aquesta manera. Per tant, no tinc cap dubte de la conveniència d'adoptar-lo. | » |
| — Robert Caldwell | |   |

L'origen de la paraula sànscrita drāviḍa és la paraula tàmil Tamiḻ. Kamil Zvelebil cita formes com ara dramila (a l'obra sànscrita de Daṇḍin, Avantisundarīkathā ) i damiḷa (que es troba a la crònica de Sri Lanka (ceilana) Mahavansa) i després continua dient: «Les formes damiḷa/damila gairebé amb tota seguretat proporcionen una connexió de dr(a/ā)viḍa amb el nom indígena de la llengua tàmil, sent la derivació probable tamiḻ - damiḷ - damiḷa -/ damila- i, a més, amb la intrusiva, 'hipercorrecta' (o potser analògica) -r-, en dr(a/ā)viḍa. L'alternança -m -/- v- és un fenomen prou comú en la fonologia dravídica».
Bhadriraju Krishnamurti afirma al seu llibre de referència Les llengües dravídiques: 
| « | Joseph (1989: IJDL 18.2:134–42) fa nombroses referències a l'ús del terme draviḍa, dramila primer com a nom d'un poble i després d'un país. Les inscripcions singaleses de la era BCE citen dameḍa-, damela- que denoten comerciants tàmils. Les primeres fonts budistes i jainistes utilitzaven damiḷa- per referir-se a un poble del sud de l'Índia (presumiblement tàmil); damilaraṭṭha- era un país no ari del sud; dramiḷa-, dramiḍa i draviḍa- es van utilitzar com a variants per designar un país del sud (Bṛhatsamhita-, Kādambarī, Daśakumāracarita-, segles IV a VII dC) (1989: 134-138). Sembla que damiḷa- era més antic que draviḍa-, que podria ser la seva sanscritització. | » |

Segons el que afirma Krishnamurti (referint-se a un article acadèmic publicat a l’International Journal of Dravidian Linguistics), la paraula sànscrita draviḍa va aparèixer més tard que damiḷa, ja que les dates de les formes amb -r- són segles posteriors a les dates de les formes sense -r- (damiḷa, dameḍa, damela-, etc.).

## Distribució

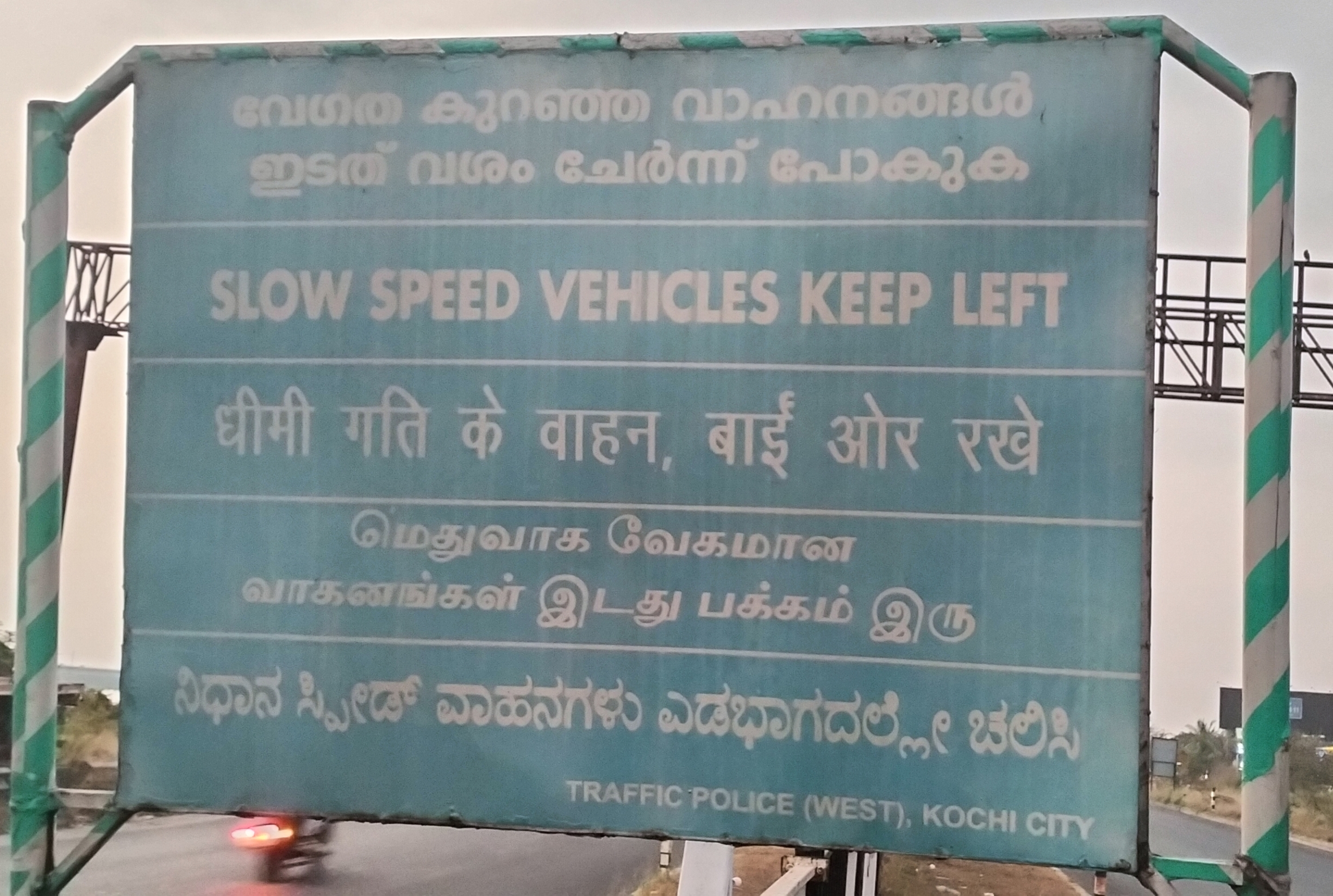
Un rètol d'autopista pentalingüe a Kochi escrit en malàialam, anglès, hindi, tàmil i kannada.

Les llengües dravídiques es troben principalment a les parts meridionals i centrals del sud d'Àsia, amb 2 llengües atípiques principals: el brahui, que té parlants a Balutxistan, i tan al nord com el merv, el turkmenistan i el kurukh, a l'est, a Jharkhand, i tan al nord-est com Bhutan, Nepal i Assam. Històricament, Maharashtra, Gujarat i Sindh també tenien poblacions de parla dravídica a partir de l'evidència dels noms de llocs (com ara -v(a)li, -koṭ del dravídic paḷḷi, kōṭṭai), trets gramaticals en marathi, gujarati i sindhi i sistemes de parentiu semblants al dravídic de les llengües indoàries del sud. El protodravidià es podria haver parlat en una zona més àmplia, potser a l'Índia central o al Dècan occidental, que podria haver tingut altres formes de dravidià primerenc/preprotodravidià o altres branques del dravidià que actualment es desconeixen.
Des del 1981, el cens de l'Índia només ha informat de llengües amb més de 10.000 parlants, incloent-hi 17 llengües dravídiques. El 1981, aquests representaven aproximadament el 24% de la població de l'Índia. En el cens del 2001, hi havia 214 milions de persones, aproximadament el 21% de la població total de l'Índia, que és d'1.020 milions. A més, el grup de parla dravidiana més gran fora de l'Índia, els parlants de tàmil a Sri Lanka, sumen uns 4,7 milions. El nombre total de parlants de llengües dravídiques és d'uns 227 milions de persones, al voltant del 13% de la població del subcontinent indi.
El grup més gran de llengües dravídiques és el dravídic meridional, amb gairebé 150 milions de parlants. El tàmil, el kanarès i el malaiàlam constitueixen al voltant del 98% dels parlants, amb 75 milions, 44 milions i 37 milions de parlants nadius, respectivament.
La següent més gran és la branca sud-central, que té 78 milions de parlants nadius, la gran majoria dels quals parlen telugu. El nombre total de parlants de telugu, inclosos aquells que no tenen el telugu com a primera llengua, és d'uns 85 milions de persones. Aquesta branca també inclou la llengua tribal gondi que es parla al centre de l'Índia.
La segona branca més petita és la branca septentrional, amb uns 6,3 milions de parlants. Aquest és l'únic subgrup que té una llengua parlada al Pakistan: el brahui.
La branca més petita és la branca central, que només té uns 200.000 parlants. Aquestes llengües són majoritàriament tribals i es parlen al centre de l'Índia.
Les llengües reconegudes com a llengües oficials de l'Índia apareixen aquí en negreta:
| Llengua           | Nombre de parlants | Ubicació                                                                          |
| ----------------- | ------------------ | --------------------------------------------------------------------------------- |
| Brahui            | 2.430.000          | Balutxistan (Pakistan), Helmand (Afganistan), Sistan i Balutxistan, Kerman (Iran) |
| Oraon             | 2.280.000          | Chhattisgarh, Jharkhand, Orissa, Bengala Occidental, Bihar (Índia)                |
| Malto             | 234.000            | Bihar, Jharkhand, Bengala Occidental (Índia)                                      |
| Kurambhag Paharia | 12.500             | Jharkhand, Bengala Occidental, Orissa                                             |

| Llengua | Nombre de parlants | Ubicació                             |
| ------- | ------------------ | ------------------------------------ |
| Kolami  | 122.000            | Maharashtra, Telangana               |
| Duruwa  | 51.000             | Odisha, Chhattisgarh, Andhra Pradesh |
| Ollari  | 15.000             | Orissa, Andhra Pradesh               |
| Naiki   | 10.000             | Maharashtra                          |

| Llengua      | Nombre de parlants | Ubicació                            |
| ------------ | ------------------ | ----------------------------------- |
| Khirwar      | 26.000             | Chhattisgarh (districte de Surguja) |
| Kumbaran     | 10.000             |                                     |
| Cholanaikkan | 290                | Kerala (districte de Malappuram)    |
| Kakkala      |                    | Kerala                              |

| Llengua   | Branca    | Ubicació                                                                      |
| --------- | --------- | ----------------------------------------------------------------------------- |
| Malària   | Malayalam | Kerala, Tamil Nadu                                                            |
| Nagarchal | Gòndic    | Madhya Pradesh (districtes de Balaghat, Chhindwara, Jabalpur, Mandla i Seoni) |
| Ullatan   | Malaiàlam | Kerala                                                                        |

## Relacions proposades amb altres famílies

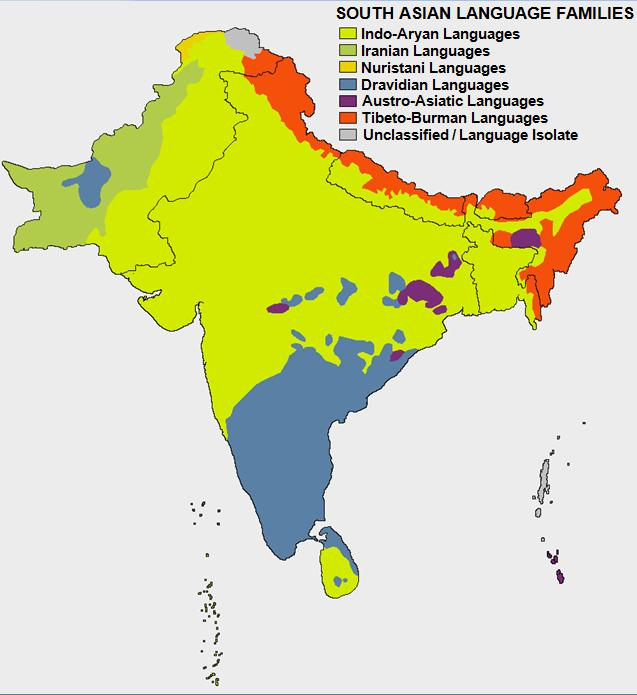
Famílies lingüístiques del sud d'Àsia

Els investigadors han intentat, però no han pogut, demostrar una connexió entre les llengües dravídies amb altres famílies lingüístiques, com ara l'indoeuropeu, l'hurrida, el basc, el sumeri, el coreà i el japonès. S'han fet comparacions no només amb les altres famílies lingüístiques del subcontinent indi (indoeuropea, austroasiàtica, sinotibetana i nihali), sinó amb totes les famílies lingüístiques tipològicament similars del Vell Món. No obstant això, tot i que no hi ha connexions genealògiques fàcilment detectables, el dravidià comparteix diverses característiques territorials amb les llengües indoàries, que s'han atribuït a la influència d'un substrat dravidià sobre l'indoari.
Les llengües dravídiques mostren similituds tipològiques amb el grup lingüístic uràlic, i en el passat hi ha hagut diversos intents d'establir una relació genètica. Aquesta idea ha estat popular entre els lingüistes dravidians, com ara Robert Caldwell, Thomas Burrow, Kamil Zvelebil, i Mikhail Andronov. La hipòtesi, però, és rebutjada per la majoria d'especialistes en llengües uràliques, i també, recentment, per lingüistes dravidians com Bhadriraju Krishnamurti.
A principis dels anys setanta, el lingüista David McAlpin va elaborar una proposta detallada d'una relació genètica entre el dravidià i la llengua elamita extinta de l'antic Elam (actual sud-oest de l'Iran).{{Sfn|Zvelebil|1990 La hipòtesi elamo-dravídica va ser recolzada a finals de la dècada del 1980 per l'arqueòleg Colin Renfrew i el genetista Luigi Luca Cavalli-Sforza, que van suggerir que el protodravídic va ser portat a l'Índia per agricultors de la part iraniana del Creixent Fèrtil.  (Al seu llibre del 2000, Cavalli-Sforza va suggerir l'Índia occidental, el nord de l'Índia i el nord de l'Iran com a punts de partida alternatius.) Tanmateix, els lingüistes han trobat els cognats de McAlpin poc convincents i han criticat les seves regles fonològiques proposades com a ad hoc. Els estudiosos generalment consideren que l'elamita és una llengua aïllada, i la teoria no ha tingut cap efecte en els estudis de la llengua. El 2012, Southworth va suggerir una família zagrosiana d'origen de l'Àsia occidental que incloïa l'elamita, el brahui i el dravidià com les seves tres branques.
El dravidià és una de les famílies lingüístiques principals de la proposta nostratica, que uniria la majoria de les llengües del nord d'Àfrica, Europa i Àsia occidental en una família amb els seus orígens al Creixent Fèrtil en algun moment entre l’últim període glacial i l'aparició del protoindoeuropeu (4.000-6.000 aC). Tanmateix, el consens general és que aquestes connexions profundes no són, o encara no, demostrables.

## Classificació de les llengües dravídiques
En negreta les llengües que són llengües oficials de l'Índia: